# Акордеонист (филм, 1888)
„Акордеонист“ (на английски: Accordion player) е британски късометражен ням филм на режисьора, фотограф и инженер Луи Льо Принс от 1888 година.

## Продукция
Филмът представлява поредица от бързозаснети последователни фотографии на Адолф Льо Принс, син на режисьора, който свири на акордеон пред стълбите на дома на дядо си Джоузеф Уитли. Прожектирани с два кадъра в секунда, фотографиите се превръщат в кинолента, траеща 7 секунди. Заснет е като част от тестването на хронотографическата камера, изобретена от Луи Льо Принс.

## В ролите
- Адолф Льо Принс като акордеониста